# Dolichiscus tenuispinis
Dolichiscus tenuispinis är en kräftdjursart som först beskrevs av Benedict 1898.  Dolichiscus tenuispinis ingår i släktet Dolichiscus och familjen Austrarcturellidae. Inga underarter finns listade i Catalogue of Life.